# Willemijn Verkaik
Willemijn Verkaik, född 16 juni 1975, är en nederländsk sångerska och skådespelerska. Hon är mest känd för sina roller i Wicked, Aida och Elisabeth och kan höras på det tyska soundtracket till Wicked. Hon är även den första som har spelat rollen Elphaba (Wicked) på tre olika språk i fyra olika länder, Tyskland, Nederländerna, New York (Broadway) och London (West End). Hon gör även rösten till isdrottningen Elsa i de tyska och nederländska versionerna av Disneys Frost.

## Biografi
Willemijn Verkaik föddes i Son en Breugel i Nederländerna, men växte upp i Nuenen nära Eindhoven. Hon studerade på Guildford School of Acting utanför London och är certifierad sångcoach.

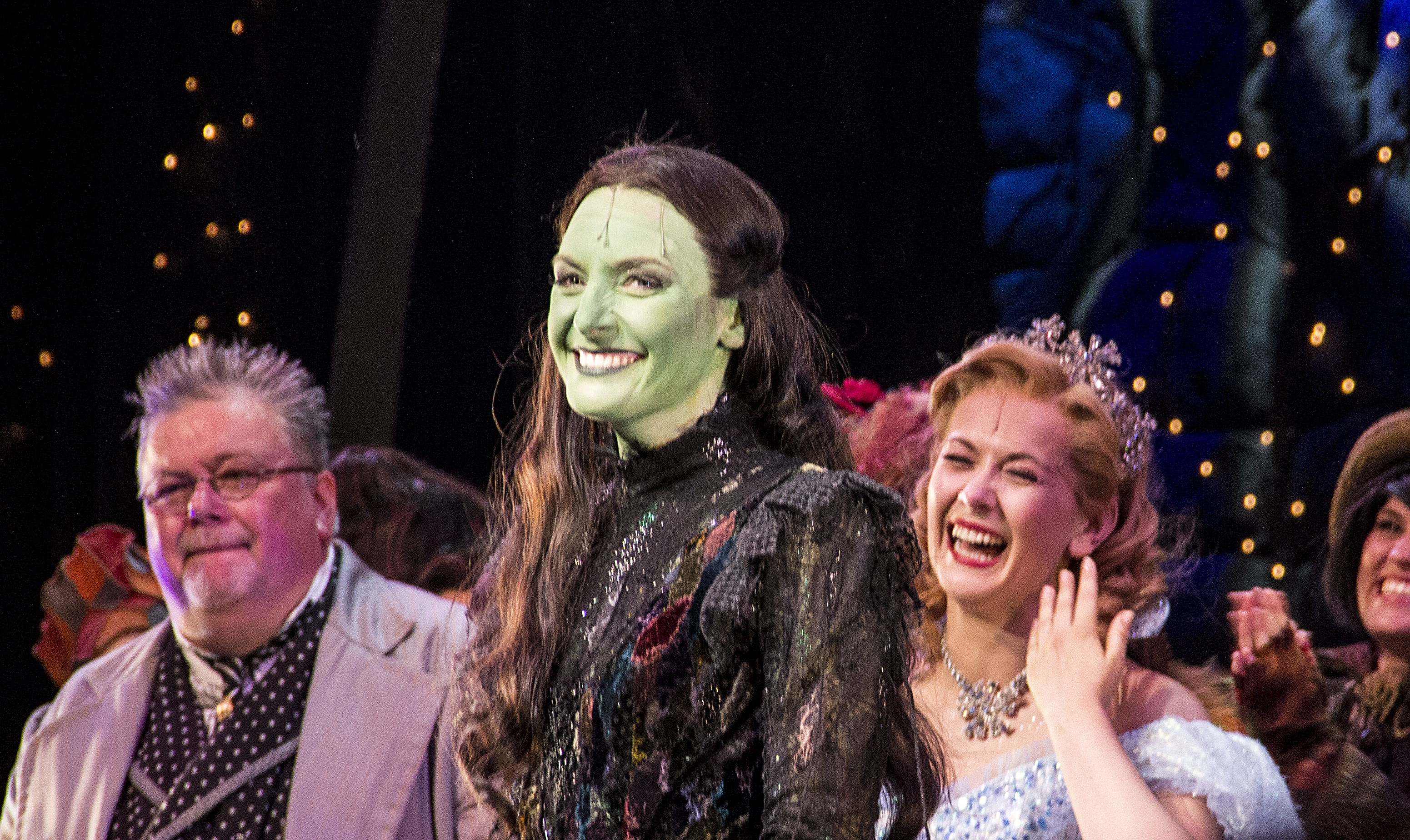
Willemijns sista framträdande i Wicked juli 2014.

## Teater
- Elisabeth (Nederländerna, 2001)
- Jeans 11 (Nederländerna, 2001 - 2002)
- De tre musketörerna (Nederländerna, 2003)
- We Will Rock You (Keulen, 2004 - 2005)
- Elisabeth (Thun, 2006)
- We Will Rock You (Keulen, 2006)
- Wicked (Stuttgart, 1 november 2007 - 6 januari 2010)
- Aida (Tecklenburg, 2009)
- Wicked (Oberhausen, 5 mars 2010 - 27 februari 2011)
- Wicked (Scheveningen, 26 oktober 2011 - 11 januari 2013)
- Wicked (New York, 12 februari 2013 - 26 maj 2013)
- Mamma Mia! (Stuttgart, 26 juli - oktober 2013)
- Wicked (London, 18 november 2013 - juli 2014)
- Women On The Verge Of A Nervous Breakdown (London januari 2015- nu)

## Diskografi

### Soundtracks
- Jeans 11
- Eternity
- Drie Musketiers
- Wicked, Die Hexen Von Oz
- Frost, Nederländerna och Tyskland (Walt Disney Records, 2014)
- Frost 2, Nederländerna och Tyskland (Walt Disney Records, 2019)

### Övriga album
- Musical Gala Ludwigsburg (2008)
- Best of Musical Gala 2010, Promo cd van Stage Entertainment Duitsland (2009)
- Musicalballads Unplugged - met Mark Seibert (2010)
- Superstars des Musicals - (2010)
- Scott Alan: What I Wanna Be when I Grow up (2012)
- Scott Alan: Live - dubbel cd in Birdland (2012)